# Yingjiang, Dehong
Yingjiang är ett härad i Dehong, en autonom prefektur för dai- och jingpo-folken i Yunnan-provinsen i sydvästra Kina. Antalet invånare är 305 167. Befolkningen består av 146 178 kvinnor och 158 989 män. Barn under 15 år utgör 22,0 %, vuxna 15–64 år 71 %, och äldre över 65 år 5,0 %.